# Dieter von Vestervig
Dieter von Vestervig († 24. Juni um 1065 auf Jütland; auch: Dietger, Thøger, Theodgarus, Dioter) war ein Missionar aus Thüringen.

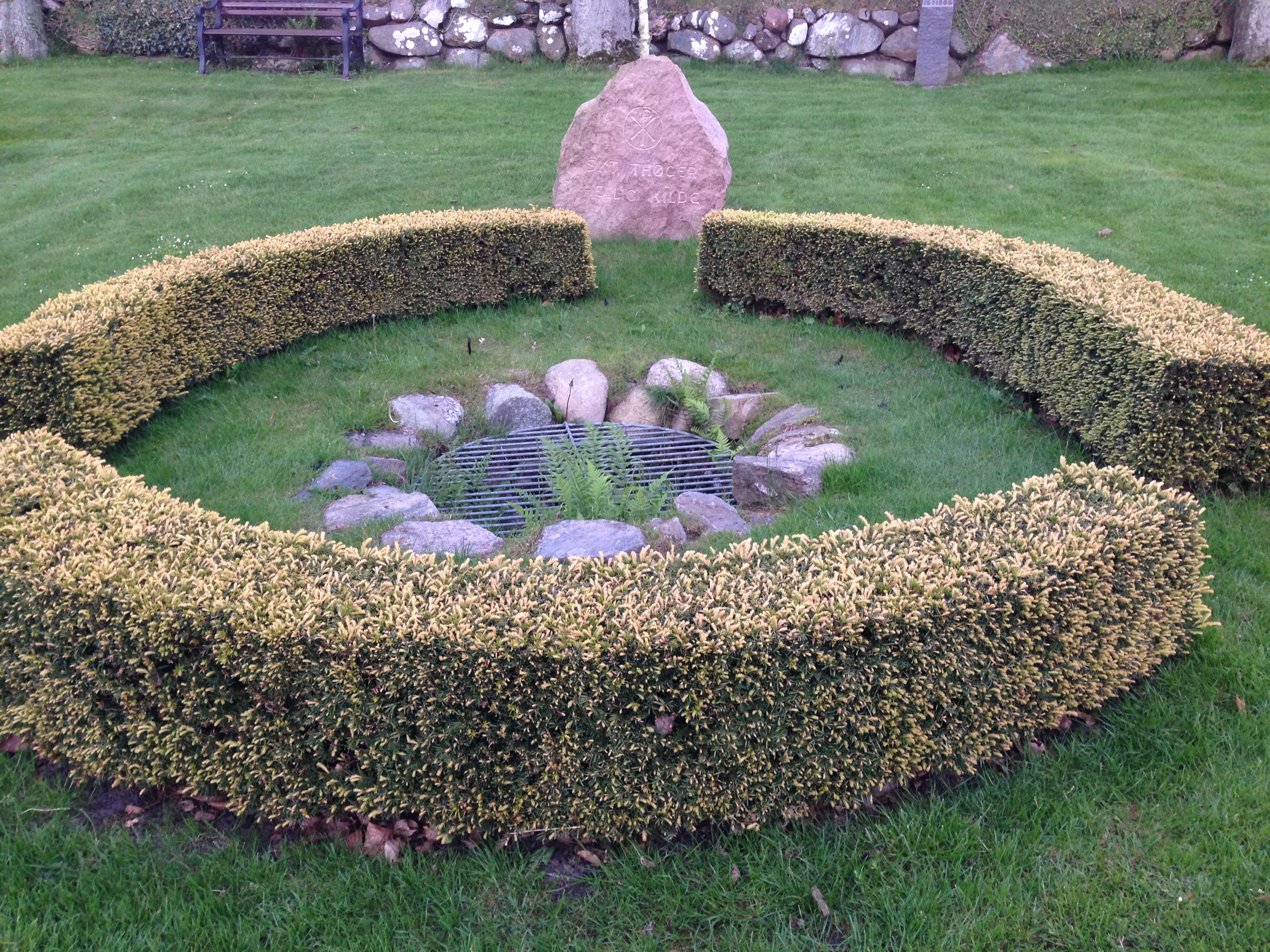
St. Thøgers Heilige Quelle auf dem nach ihm benannten Friedhof bei der Vestervig Kirke

Er studierte in England Theologie, danach reiste er als Missionar nach Norwegen. König Olav II. Haraldsson holte ihn an seinen Hof. Nach dem Tod des Königs verließ Dieter Norwegen und missionierte auf der dänischen Halbinsel Jütland, wo er am 24. Juni um 1065 starb. Die sterblichen Überreste sind am 30. Oktober 1117 in die Kirche des Chorherrenstiftes zu Vestervig gebracht worden.